# Motaga rokfa
Motaga rokfa är en insektsart som beskrevs av Irena Dworakowska 1979. Motaga rokfa ingår i släktet Motaga och familjen dvärgstritar.
Artens utbredningsområde är Vietnam. Inga underarter finns listade i Catalogue of Life.